# Xã Illinois, Quận Nemaha, Kansas
Xã Illinois (tiếng Anh: Illinois Township) là một xã thuộc quận Nemaha, tiểu bang Kansas, Hoa Kỳ. Năm 2010, dân số của xã này là 450 người.